# Doodskopzweefvlieg

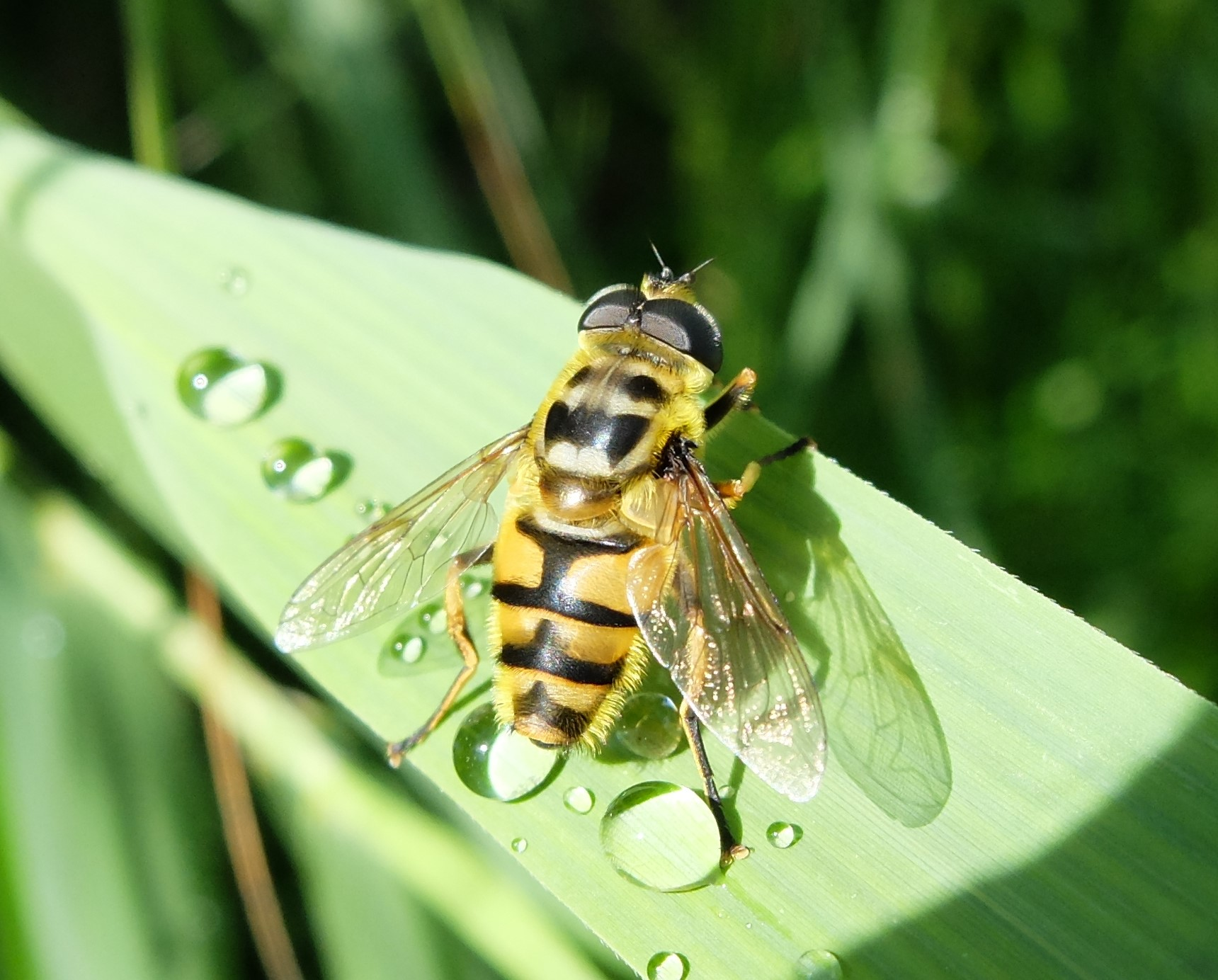
Mannetje

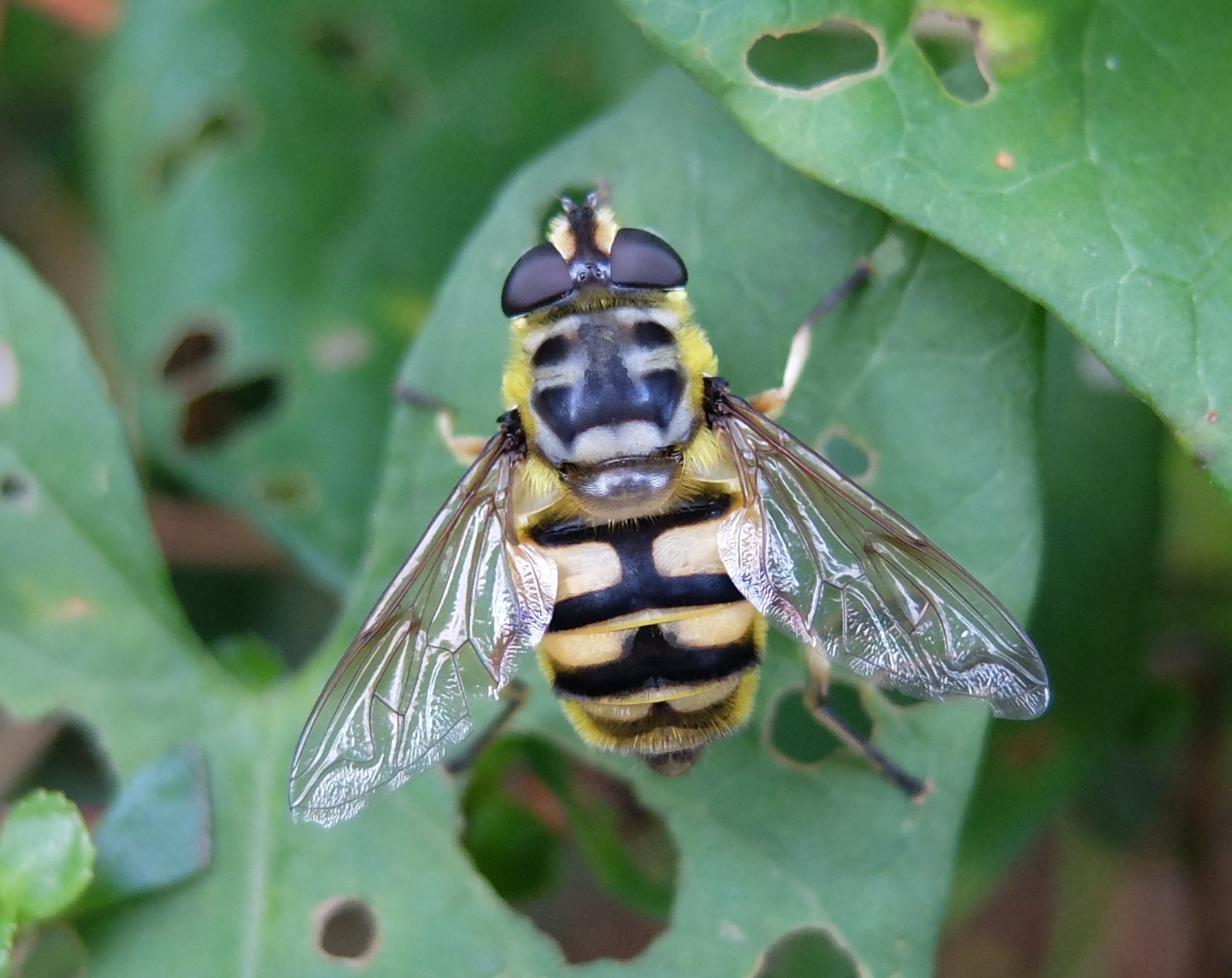
Vrouwtje

De doodskopzweefvlieg (Myathropa florea) is een insect uit de familie van de zweefvliegen (Syrphidae), en wordt ook wel doodshoofdzweefvlieg genoemd.

## Beschrijving
De naam komt van de gele en soms oranje vlekkentekening op het zeer donkere borststuk dat met enige fantasie doet denken aan een schedel, maar niet bij ieder exemplaar. Verder is het achterlijf geel, met zwarte dwarsstrepen die in het midden iets uitlopen waardoor een onderbroken lengtestreep ontstaat. Mannetjes zijn van vrouwtjes te onderscheiden doordat vrouwtjes twee gescheiden ogen hebben, 'mannetjesogen' zitten tegen elkaar. De vleugels steken in rust meer zijwaarts en de randen van het borststuk zijn dichter en geel tot oranje behaard, en het uiterlijk heeft iets weg van een bij; vijanden als vogels worden zo misleid. De lengte verschilt enigszins per exemplaar en is ongeveer 10-14 millimeter.

## Algemeen
De doodskopzweefvlieg komt in heel Europa voor, tot in Noord-Afrika. Het voedsel bestaat uit nectar en stuifmeel van diverse bloemsoorten. De larve leeft in het water en leeft voornamelijk van rottend materiaal. Deze larve is made-achtig, en heeft een witte en naar verhouding enorm lange en dunne telescopische adembuis, die boven water gestoken wordt om adem te halen; hierdoor kan de larve in sterk vervuilde of vrijwel zuurstofloze omgevingen leven. Door deze wijze van ademhalen wordt de larve, net als die van de blinde bij (Eristalis tenax) ook wel rattenstaartlarve genoemd. Vaak wordt deze larve niet in permanente wateren aangetroffen zoals vijvers en sloten, maar in kleine tijdelijke poeltjes zoals met water gevulde holtes in holle boomstammen.